# Atrichopogon arcticus
Atrichopogon arcticus är en tvåvingeart som först beskrevs av Daniel William Coquillett 1900.  Atrichopogon arcticus ingår i släktet Atrichopogon och familjen svidknott. Inga underarter finns listade i Catalogue of Life.